# Bronchodilatatoren

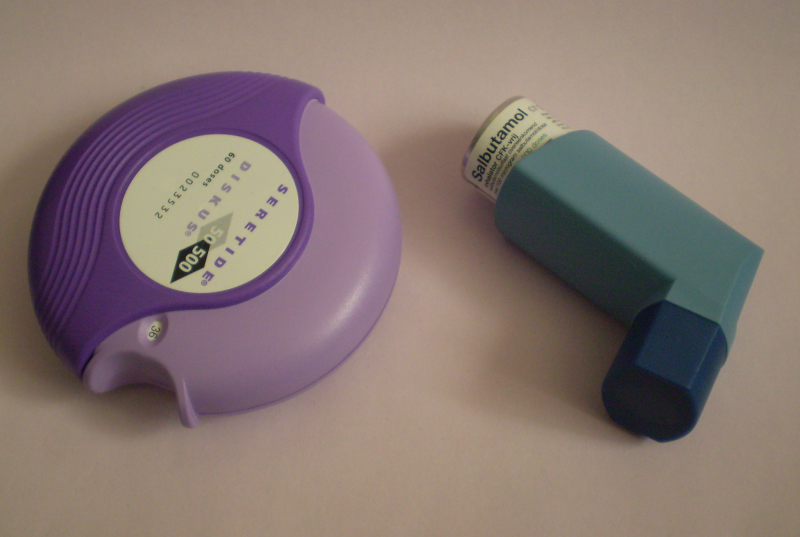
Astma-medicatie: links salmeterol, rechts salbutamol

Bronchodilatatoren zijn een geneesmiddelengroep die de bronchiën doen verwijden (bronchodilatatie) als deze (om een of andere reden) vernauwd (bronchoconstrictie) waren. Bronchodilatatoren of luchtwegverwijders verwijden de luchtwegen waardoor de ademhaling gemakkelijker wordt. Deze geneesmiddelen worden aan mensen met COPD en astma voorgeschreven. 
Er zijn verschillende soorten luchtwegverwijders, met verschillende werkingsmechanismen en verschillende duur van het effect. 

## Groepen luchtwegverwijders
Luchtwegverwijders kunnen worden ingedeeld naar werkingsduur en werkingsmechanisme. Kortwerkende luchtwegverwijders zijn bedoeld voor meermaal daagse toediening en dienen vooral voor zo nodig gebruik. De langwerkende luchtwegverwijders, met name de geneesmiddelen voor eenmaaldaagse toediening zijn geschikt voor onderhoudstherapie. Zowel de bèta-sympathicomimetica en parasympathicolytica verminderen de tonus van de gladde spieren in de longen, waardoor luchtwegverwijding ontstaat.
| | Kortwerkende luchtwegverwijders | Langwerkende luchtwegverwijders |
| --------------------------------------------------------------------------------------------------- | ------------------------------- | --- |
| bèta-sympathicomimetica (bèta-agonisten)                                                            | Salbutamol Fenoterol            | Formoterol (tweemaaldaagse toediening) Salmeterol (tweemaaldaagse toediening) Indacaterol (voor eenmaaldaagse toediening bij COPD) |
| parasympathicolytica (anticholinergica; acetylcholinereceptor-antagonisten; muscarine-antagonisten) | ipratropium                     | tiotropium (voor eenmaaldaagse toediening; merknaam Spiriva)                                                                       |

### Overige luchtwegverwijders
- theofylline
- clenbuterol (ingezet in de diergeneeskunde als bronchodilatator)